# Phyciodes mirabilis
Phyciodes mirabilis är en fjärilsart som beskrevs av Hayward 1967. Phyciodes mirabilis ingår i släktet Phyciodes och familjen praktfjärilar. Inga underarter finns listade i Catalogue of Life.